# Gambling with the Devil
Gambling with the Devil – czternasty studyjny album heavymetalowego zespołu Helloween. Do sprzedaży trafił 23 października w USA, 26 w Niemczech, a w pozostałej części Europy 29. Album był promowany singlem pt. As Long As I Fall.

## Lista utworów
1. "Crack The Riddle"
2. "Kill It"
3. "The Saints"
4. "As Long As I Fall"
5. "Paint A New World"
6. "Final Fortune"
7. "The Bells Of The 7 Hells"
8. "Fallen To Pieces"
9. "I. M. E."
10. "Can Do It"
11. "Dreambound"
12. "Heaven Tells No Lies"
13. "We Unite" (bonus na japońskiej wersji albumu)

Limited Edition Digipack
- 13."Find My Freedom"
- 14."See The Night"
- "As Long As I Fall (Video)"
- "EPK incl. Making Of (Video)"

## Twórcy
- Andi Deris – wokal
- Michael Weikath – gitara
- Sascha Gerstner – gitara
- Markus Grosskopf – gitara basowa
- Daniel Löble – perkusja